# Jamika
Jamika is een bestuurslaag in het regentschap Kota Bandung van de provincie West-Java, Indonesië. Jamika telt 25.780 inwoners (volkstelling 2010).